# Moroccanoil
Moroccanoil är ett israeliskt kosmetikaföretag med huvudkontor i New York City. Företaget producerar hårvårdsprodukter gjorda på arganolja. Företaget grundades 2008 av chilensk-kanadensiska Carmen Tal och hennes dåvarande israeliska make Ofer Tal.
Sedan januari 2013 rapporteras det att 80% av Moroccanoils produktion sker i en fabrik norr om Jerusalem.
Företaget har kontor i Tokyo, Rishon LeZion, Ma'alot-Tarshiha och Montreal. Företagets produkter säljs i över 85 länder världen över.
Moroccanoil säljer primärt sina produkter business-to-business (B2B) till skönhetssalonger. Företaget har utökat sin försäljning direkt till konsumenter, särskilt i resehandeln och taxfreebutiker. Sedan 2020 har företaget varit en primär sponsor ("presenting partner") för Eurovision Song Contest, och fick "omfattande" mediarättigheter över tävlingen fram till 2024.
Moroccanoil säger sig engagera sig kring produkter fria från djurplågeri och även hållbarhet, med minskning av engångsplast, förebyggande av markföroreningar och grundvattenföroreningar. Företaget bedriver partnerskap med miljögrupper som Oceana, och företagets huvudsakliga produktionsanläggning är delvis soldriven för att förhindra utsläpp av växthusgaser.

## Kontroverser

### Bristande transparens
Moroccanoil har anklagats för bristande insyn gällande den exakta platsen för företagets produktionsanläggningar, förutom via märkning av företagets produkter med "made in Israel" eller "made in Canada". Aktivister, från bland annat BDS-rörelsen, uppmanade till bojkott av företaget på grund av risken att företaget verkar i de israeliskt ockuperade palestinska områdena, samtidigt som de "distraherar" konsumenterna via en "glamorös" skildring av sina produkter. Det "marockanska" varumärket har också väckt kritik på grund av företagets obefintliga koppling till Marocko, tillsammans med anklagelser om avsiktlig kulturell appropriering för att felaktigt framställa företaget som icke-israeliskt, och på så sätt undvika bojkotter.

### Eurovision-sponsring
Efter den humanitära krisen till följd av Israels offensiv mot Gaza som började i oktober 2023, uppmanades European Broadcasting Union (EBU) att utesluta Israel från att tävla i Eurovision Song Contest 2024, där landet i slutändan fick delta. EBU:s upprepade vägran att diskutera Israels deltagande väckte misstankar hos vissa grupper, som menade att valet att inte omvärdera Israels deltagande kan vara kopplat till att Moroccanoil är huvudsponsor för evenemanget.